# 13416 Berryman
13416 Berryman è un asteroide della fascia principale. Scoperto nel 1999, presenta un'orbita caratterizzata da un semiasse maggiore pari a 3,1502564 UA e da un'eccentricità di 0,2275303, inclinata di 4,00505° rispetto all'eclittica.